# Kürtőskalács

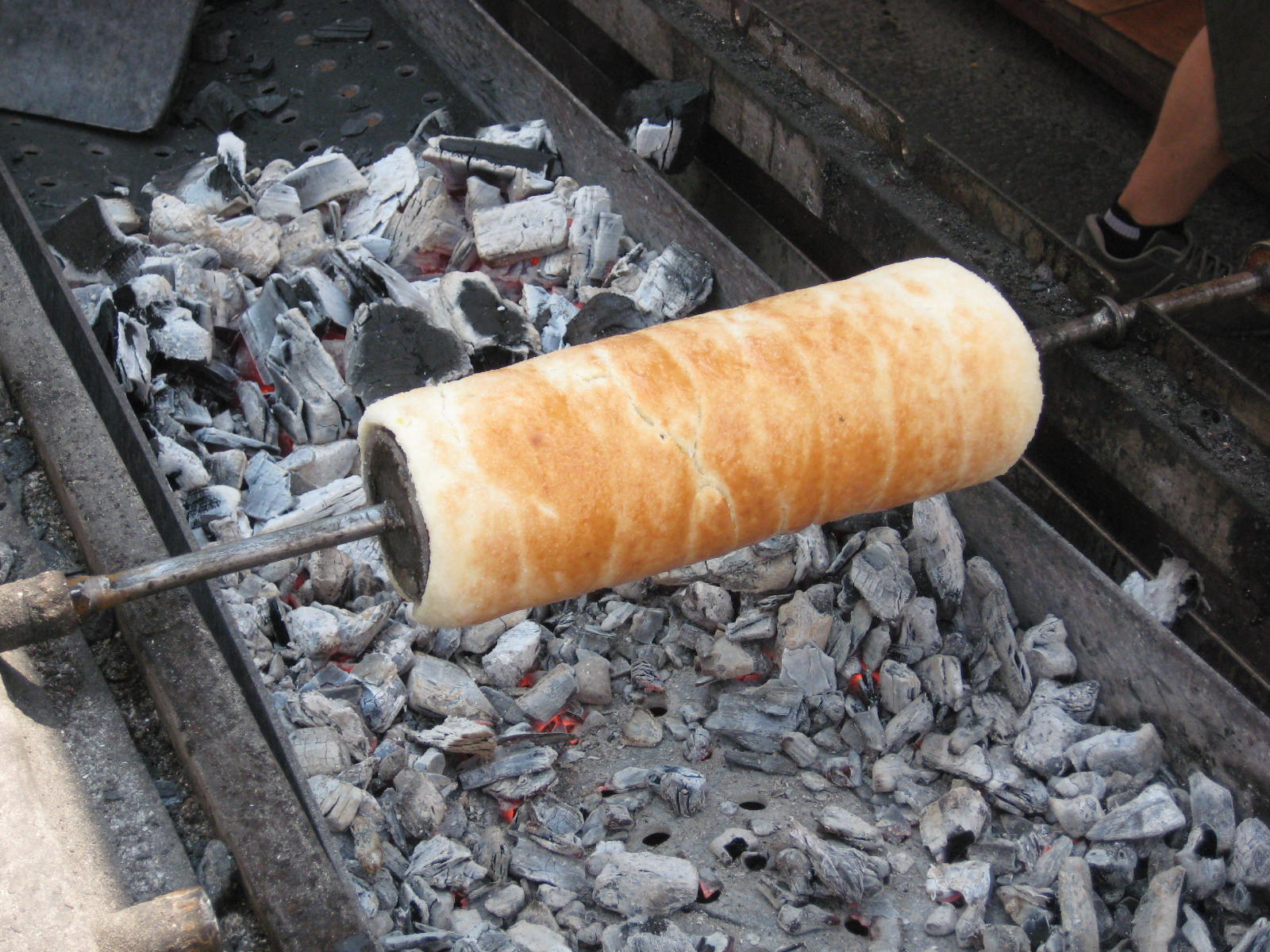
Kürtőskalács cociéndose sobre carbones.

El kürtőskalács o kürtős kalács es un pastel húngaro. Se cocina sobre un cilindro unido a un pincho que se pone sobre un fuego abierto. En las últimas décadas, es popular cocinarlo en hornos especiales de gas o de electricidad. Originalmente es de Transilvania, y es famoso como el dulce húngaro más antiguo conocido. El kürtőskalács se vende en panaderías, pastelerías e incluso puestos callejeros.
Consiste en una cinta fina de masa ligera con levadura, algunas veces con un toque de canela o piel de limón, y a veces incorporando nueces o almendras. La masa está enrollada alrededor de un cilindro de madera, bien espolvoreada con azúcar. Este resulta en un dulce con forma de espiral o rollo, con el azúcar caramelizado sobre la superficie del kürtöskalács, formando una corteza dulce y crujiente, mientras la masa de dentro queda muy suave y blanda. Después se puede enrollar en sabores diferentes (como canela, nueces, almendras, chocolate, etc.).
El término procede de kürtő, que significa ‘chimenea’. El nombre original en Húngaro significa "pastel con chimenea", refiriéndose a su forma de chimenea pequeña, con el vapor del pastel fresco saliendo encima.
El baumkuchen alemán puede estar directamente relacionado con el kürtőskalács, del que se dice que procede. Asimismo, guarda semejanza con el trdelník eslovaco.